# Гутман Геннадій Михайлович
Гутман Геннадій Михайлович (нар. 1 листопада 1973, Дніпропетровськ) — український шахіст, міжнародний гросмейстер (2000), міжнародний майстер (1997), тренер-викладач з шахів

## Життєпис
Почав займатися шахами з 1980 р. Перший тренер Петро Архипович Бойко. Пізніше тренував гросмейстер СРСР Ігор Платонов (Київ). У шкільні роки Геннадій Гутман брав участь у багатьох юнацьких змаганнях, демонструючи високі результати й цікаву гру.
В 1992 році почав працювати в ДЮСШ-9.
З 1994 року працює як тренер. Тренував майбутніх міжнародних гросмейстерів Д. Максимова, Я. Зінченко, А. Карлович, міжнародних майстрів Д. Маркіна, В'яч. Борисенко, майстрів спорту С. Короткевича й Д. Орлянську.
У 2001 році у місті Дніпропетровськ започаткував при Єврейському Общинному Центрі власну шахову школу.
2012—2013 роках став директором-організатором міжнародного шахового фестивалю «Дніпропетровська осінь» пам'яті О. С. Мороза
Найкращі результати:
1998 — міжнародний турнір в Чимкенті (1-6 місце) з найсильнішими казахськими шахістами та англійцем Найджелом Шортом.
1999 — II Всеукраїнські літні спортивні ігри у складі команди Дніпропетровської області став 3-м призером, набравши 7½ очок в 11 партіях.
Постійний учасник фестивалів Czech Open. Третій призер турніру.
2003 — міжнародний фестиваль в Пардубіце.
1997, 1999 — II призер чемпіонату Дніпропетровської області.
1998 — III місце у чемпіонаті Дніпропетровської області зі швидких шахів.
1999, 2001 — Чемпіон Дніпропетровської області зі швидких шахів.
2008 — Каппель-ла-Гранд (62 місце, серед 612 учасників)